# Leucophleps levispora
Leucophleps levispora är en svampart som först beskrevs av Oreste Mattirolo, och fick sitt nu gällande namn av Fogel 1979. Leucophleps levispora ingår i släktet Leucophleps och familjen Albatrellaceae.   Inga underarter finns listade i Catalogue of Life.